# Franciszek Majewski

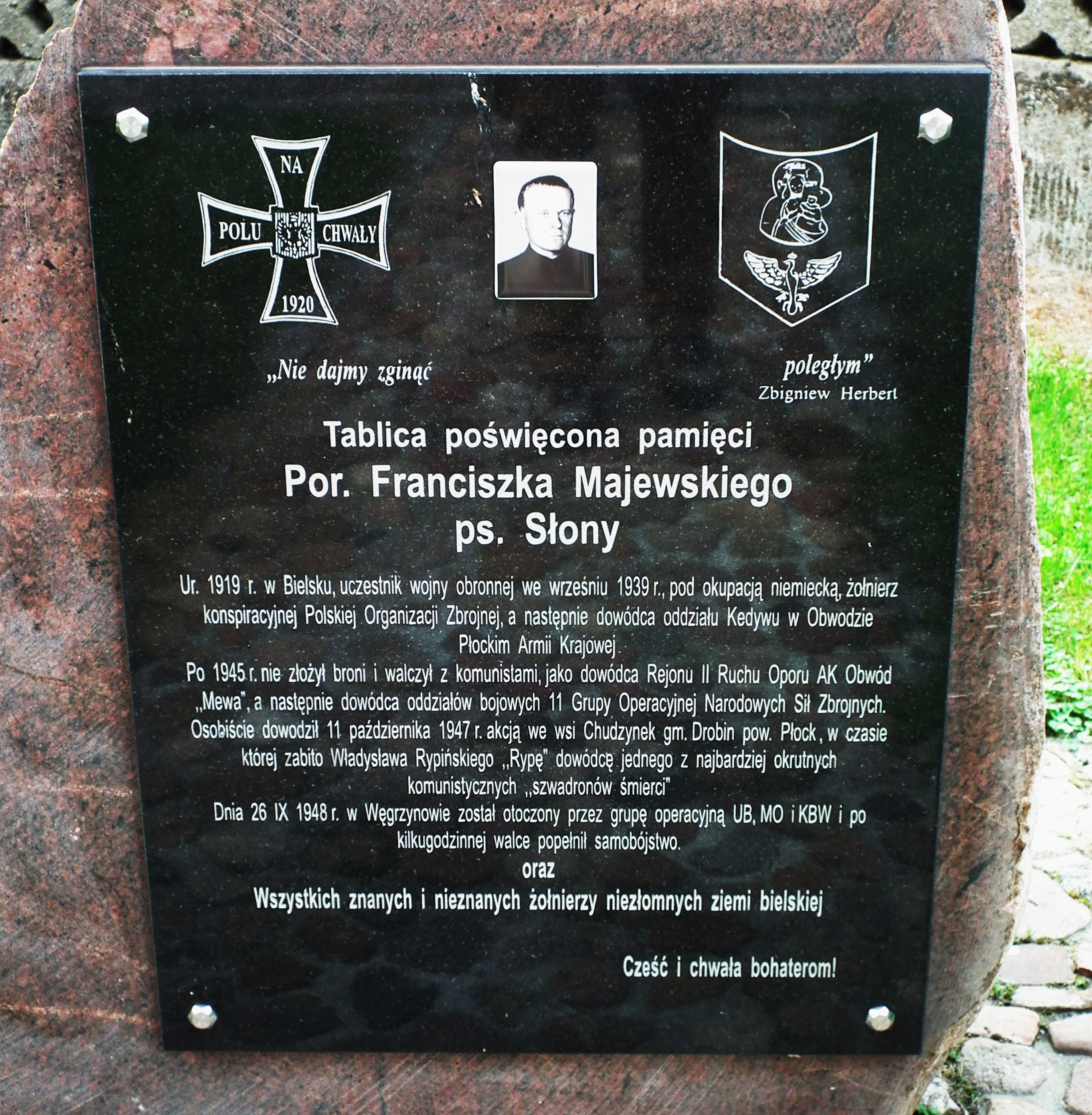
Tablica w Bielsku

Franciszek Majewski, ps. „Słony”, „Olek”, „Mściciel”, „Błyskawica” (ur. 30 marca 1919 w Bielsku koło Płocka, zm. 26 września 1948 w Węgrzynowie) – żołnierz Polskiej Organizacji Zbrojnej, AK, ROAK, NZW. Dowódca oddziału Kedywu w Obwodzie Płockim AK, dowódca Rejonu II ROAK Obwód “Mewa”, dowódca oddziałów bojowych 11 Grupy Operacyjnej NSZ.

## Życiorys
Franciszek Majewski urodził się 30 marca 1919 roku w Bielsku k. Płocka, w rodzinie Stefana i Władysławy z Jakowskich. W latach 1938−1939 podoficer zawodowy w 8 Płockiego Pułku Artylerii Lekkiej im. króla Bolesława Krzywoustego. Uczestniczył w wojnie obronnej we wrześniu 1939 r., biorąc udział m.in. w bitwie pod Mławą, gdzie ranny dostał się do niewoli. Ze względu na postępującą chorobę nerek, w krytycznym stanie zdrowia, zwolniony z obozu jenieckiego wiosną 1940 roku. Po długiej chorobie i rekonwalescencji, został aresztowany i osadzony w obozie pracy w Bielsku, skąd zbiegł. Ukrywał się na terenie powiatu płockiego.
Od jesieni 1940 r. żołnierz Polskiej Organizacji Zbrojnej, a od 1942 r. Armii Krajowej. Od listopada 1943 r. dowódca, liczącego ok. 20 ludzi, plutonu bojowego Kedywu Obwodu Płockiego AK. Uczestnik kilku akcji zbrojnych, m.in. we wsi Łęg gm. Drobin i dowódca ataku na sztab batalionu SS w okolicach Płońska. W ramach zwalczania grup komunistycznych w październiku 1944 r. wspólnie z ppor. Michałem Tomczakiem “Bończą” i plut. pchor. Stefanem Bronarskim “Liściem” we wsi Skrzeszewo w gminie Staroźreby, uczestniczył w likwidacji pięcioosobowej grupy skoczków sowieckich, którzy prowadzili działalność wywiadowczą skierowaną przeciw AK.
Za bohaterską postawę w walce z okupantem, w styczniu 1945 r. odznaczony został Krzyżem Walecznych. W uzasadnieniu wniosku, komendant Podokręgu Północnego Obszaru Warszawskiego AK, płk Ludomir Wysocki “Mróz” napisał: “kilkakrotna dzielna akcja zbrojna przy likwidacji npla i zdobycie broni pod dtwem ob. Bończy”.
Po wkroczeniu wojsk sowieckich, w lipcu 1945 roku ujawnił się z niemal całym sztabem Obwodu Płockiego i Inspektoratu Płocko−Sierpeckiego AK. Zagrożony aresztowaniem, od wiosny 1946 r. ponownie w konspiracji jako żołnierz Ruchu Oporu Armii Krajowej w Obwodzie „Mewa”, obejmującym terenem działania zachodnie powiaty województwa warszawskiego (Sierpc, Płońsk, Płock, Mława). W październiku 1946 r., awansowany przez komendanta Obwodu, Józefa Marcinkowskiego „Brzezińskiego”, do stopnia porucznika i mianowany komendantem Rejonu nr 2, obejmującego powiaty płocki i sierpecki. Podczas amnestii w 1947 roku odmówił wykonania rozkazu o ujawnieniu się i z wiernymi sobie żołnierzami kontynuował walkę, dowodząc samodzielnym oddziałem ROAK. Osobiście dowodził 12 lipca 1947 r., walką z grupą operacyjną UB i MO pod Okalewem w powiecie rypińskim, w czasie której zabito 16 funkcjonariuszy resortu bezpieczeństwa oraz 11 października 1947 r., akcją we wsi Chudzynek gm. Drobin pow. Płock, w czasie której zginął Władysław Rypiński “Rypa”, dowódca PPR−owskiego “szwadronu śmierci” skrytobójczo mordującego byłych żołnierzy AK i członków PSL. W październiku 1947 r. podporządkował swój oddział 11 Grupie Operacyjnej NSZ, dowodzonej przez ppor. Stefana Bronarskiego „Liścia”, i objął dowództwo nad wszystkimi oddziałami zbrojnymi Grupy. Podlegały mu patrole bojowe dowodzone przez ppor. Tadeusza Kosobudzkiego „Czarnego”, sierż. Wiktora Stryjewskiego „Cackę” i plut. Jana Malinowskiego „Stryja”. Przeprowadziły one kilkadziesiąt akcji zbrojnych, w tym: 11 na posterunki MO, 26 ekspropriacyjnych na urzędy państwowe i spółdzielnie, zlikwidowały kilkunastu współpracowników i funkcjonariuszy resortu bezpieczeństwa i aparatu komunistycznego.
26 września 1948 roku w Węgrzynowie k. Sierpca, w zabudowaniach swej narzeczonej Jadwigi Banaszkiewicz, został otoczony przez grupę operacyjną UB, MO i KBW i po 6 godzinach samotnej walki, nie chcąc się poddać popełnił samobójstwo
Jest pochowany w pobliżu kościoła parafialnego w Bielsku 
Odznaczony Krzyżem Walecznych (styczeń 1945).